# Abasxanlı
Abasxanlı är en ort i Azerbajdzjan.   Den ligger i distriktet Ağsu Rayonu, i den centrala delen av landet, 130 kilometer väster om huvudstaden Baku. Abasxanlı ligger 23 meter över havet och antalet invånare är 636.
Terrängen runt Abasxanlı är platt, och sluttar söderut. Närmaste större samhälle är Kyandoba, 3,9 kilometer öster om Abasxanlı.
Trakten runt Abasxanlı består till största delen av jordbruksmark. Runt Abasxanlı är det ganska tätbefolkat, med 60 invånare per kvadratkilometer.